# Stockholmstjärnen, Dalarna
Stockholmstjärnen är en sjö i Orsa kommun i Dalarna och ingår i Dalälvens huvudavrinningsområde. Sjöns area är 0,014 kvadratkilometer och den befinner sig 310 meter över havet.